# Pheidole quadrispinosa
Pheidole quadrispinosa är en myrart som först beskrevs av Smith 1865.  Pheidole quadrispinosa ingår i släktet Pheidole och familjen myror. Inga underarter finns listade i Catalogue of Life.